# Borovka (řeka)
Borovka (rusky Боровка) je řeka v Orenburské oblasti v Rusku. Je 167 km dlouhá. Povodí má rozlohu 2140 km².

## Průběh toku
Pramení na vysočině Obščij Syrt. Teče na západ a její koryto je velmi členité. Ústí zleva do řeky Samary (povodí Volhy).

## Vodní stav
Zdroj vody je převážně sněhový.

## Využití
V povodí řeky se nachází přírodní rezervace Buzulucký bor.